# Jaculus
Jaculus là một chi động vật có vú trong họ Dipodidae, bộ Gặm nhấm. Chi này được Erxleben miêu tả năm 1777.< Loài điển hình của chi này là Mus jaculus Linnaeus, 1758, as fixed by Opinion 730 of the International Commission on Zoological Nomenclature (1965); not Jaculus orientalis Erxleben, 1777.

## Các loài
Chi này gồm các loài:
- Jaculus blanfordi
- Jaculus jaculus
- Jaculus orientalis
- Jaculus thaleri
- Jaculus hirtipes